# 孤獨搖滾！
《孤獨搖滾！》（简称“ Bozaro”）是濱路晶的日本漫畫作品。最早於芳文社四格漫畫雜誌《Manga Time Kirara MAX》2018年2月號至4月號客串刊載，正式於2018年3月19日發售的《Manga Time Kirara MAX》2018年5月號開始連載，已發行單行本7冊。宣傳標語為“陰鬱的話就去玩摇滚！”（陰キャならロックをやれ！）。
本作品為作者在《Manga Time Kirara MAX》上繼《沉迷百合漫画的咲星大小姐》後的連載作品，為代表雜誌個性強烈作風的作品之一。作者對樂團的興趣為創作的契機，相較於系列雜誌上過去以樂團為主題的人氣作品《K-ON！輕音部》是以學校內的社團為背景，本作品的故事主要舞台是設於校外的Live House。於「下一部人氣漫畫大賞2019」獲選為紙本漫畫類別第8名。截止2024年1月，單行本累計銷量超過300萬冊。

## 故事簡介
女高中生後藤一里抱持著組樂團的夢想，卻因為不擅與人來往，而無法實現願望。她在某天放學後被急徵求著吉他手的伊地知虹夏發現，而因緣加入了「團結Band」，一同與山田涼和喜多郁代一起開始了音樂活動。

## 登場角色
以下列出電視動畫的聲優和舞台劇的演員。

### 團結Band
「團結Band」是由主角等人組成的樂團，在虹夏的姊姊星歌於下北澤經營的Live House「STARRY」進行活動。樂團名「團結Band」（結束バンド）在日文中意指束線帶，其中「帶」與「樂團」的日文相同，都是。成員的姓氏皆源自於亞細亞功夫世代的成員。
後藤一里（聲：青山吉能（日本）、閻麼麼〈剧场总集篇〉（中國大陸））
負責主奏吉他與作詞。秀華高中1年2班。生日2月21日。血型O型。住在橫濱市金澤八景站附近。
個性陰沉有沟通障碍，在加入樂團之前完全沒有朋友，因為中學時聽到樂團的採訪，認為陰沉的人也可以在樂團發光發熱，從此每天苦練六小時吉他，希望能靠音樂讓他人認同自己，有時會因為過度的妄想或對事物的期待，而做出奇怪的發言與行為舉止。個人演奏時有不錯的實力，然而因不擅與人交往的個性，而在樂團中難以完全發揮，在影片網站OH!TUBE上以「吉他英雄」（guitarhero）的名義發佈吉他演奏影片之後小有名气。故事開始時背著吉他獨自坐在公園時，被急尋吉他手的虹夏搭訕，陰錯陽差地被拉入樂團。
綽號是「小孤獨」（ぼっちちゃん，又译小波奇），是涼為她取的。其作為陰角的個性隨著劇情推進下而逐漸改變。
伊地知虹夏（聲：鈴代紗弓（日本）、姜英俊〈剧场总集篇〉（中國大陸）、演：大竹美希）
擔任鼓手。下北澤高中二年級。生日5月29日。血型A型。
個性開朗，是負責統整樂團成員的人物。母亲在9岁时因意外逝世，父亲常年在外，基本上与姐姐一起生活。有很強的生活自理能力，在姊姊的影響下了解許多樂團相關的文化，為了完成自己的夢想而組成了團結Band。在公園看到背著吉他的後藤一里而臨時拉她入團，在演出後雙方一拍即合正式成團。
山田涼（聲：水野朔（日本）、张雨曦〈剧场总集篇〉（中國大陸）、演：小山內花凜）
負責貝斯與作曲。下北澤高中二年級。生日9月18日。血型AB型。
冷靜瀟灑的無表情女孩，喜歡被以怪人稱呼，對音樂抱有执着，有著成熟精湛的音樂技術和相關知識，喜歡逛唱片行和二手衣店的文青。氣質打扮帥氣，很受女孩子歡迎。父母经营医院，是家中的獨生女，虽然家里有钱，但总是购买昂贵的乐器而口袋空空並向人借錢，甚至吃草充飢。虹夏的摯友，雖然朋友不多，但比較偏向獨行俠而不是孤獨者，說話大部分時間都是看氣氛隨口說的，時常編出千奇百怪的藉口拒絕別人的邀約，有時喜歡觀察和捉弄人。過去曾組成的樂團在曲風失去個性走向大眾化後退團，之後在虹夏的邀約下才再次開始了音樂活動。
喜多郁代（聲：長谷川育美（日本）、闫夜桥〈剧场总集篇〉（中國大陸）、演：大森未來衣）
負責節奏吉他與主唱。秀華高中1年5班。生日4月21日。血型A型。
擅於社交的女孩，是標準的現充，外表可愛，喜歡打扮與逛街，在跟人聊天交流時總是用極強的正能量面對他人。對涼抱有好感而一度加入團結Band，卻因為不會彈吉他而在Live前臨陣脫逃，爾後在一里的協助下，與其他成員和解，重新回到樂團中，并拜一里为师学习吉他。隨著演出經驗增加，其音樂實力逐漸跟上團員。
因自己的姓名与“来了，出发吧”同音而讨厌自己的名字。涼也曾在聚餐的時候吐槽過她。

### STARRY
伊地知星歌（聲：內田真禮、演：河內美里）
Live House STARRY的店長，虹夏的姐姐。生日12月24日。看起來有些難以親近且毒舌，實際上是個成分多為傲的傲嬌。大學時期曾参加过樂團且頗有名聲，當時心思全放在樂團，與家人、相差12歲的妹妹虹夏感情並不好，備感冷落的虹夏常與其鬧彆扭，母親開導她雖然夢想很重要，但家人也是，星歌與母親約定不再讓虹夏哭泣，但不久母親便意外逝世，星歌於是肩負起照顧妹妹的責任，在看到妹妹虹夏对表演的嚮往后退出乐團并开了STARRY。雖然是為了妹妹虹夏所開的店，本身對經營還是抱持嚴格的心態看待，絕不允許有人賒賬，即使是对妹妹虹夏，也會要求樂團演出必須拿出業績否則不外借表演場地。
因為本身強大的氣場，一里直接面對她時通常都緊張到要躲入紙箱，反之星歌偶爾也會看不懂一里的行為模式而感到費解，但對一里在吉他上的實力給予肯定。
PA小姐（聲：小岩井小鳥、演：堀春菜）
STARRY的PA音控師。生日11月11日。嘴下有唇釘，個性飄逸的黑髮女子。本名不明。同时是虚拟直播主音戲有翔的中之人。经常和清水伊莱莎一起打游戏。

### SICK HACK
以新宿的Live House“FOLT”为据点活动的迷幻摇滚乐队。
广井菊理（聲：千本木彩花、演：月川玲）
负责贝斯手与主唱，伊地知星歌在大学时的学妹。生日9月28日。在後藤一里初次樂團演出煩惱賣票時被上前搭訕而認識，本身嗜酒，虽然收入不少，但常因酒后闹事毁坏店内器材，使致其收入几乎全被拿去作赔偿。雖然平日生活散漫，但作為樂團人的實力卻十分強勁，一里聽完她的演出讚嘆不已。作為樂團界前輩時常引導著一里創造屬於自己的音樂。
外傳漫畫《廣井菊理的狂飲日記》的主角。
清水伊莱莎（聲：天城莎莉、演：齊藤瑞季）
负责吉他。动画宅，18岁前住在英国，后因想参加同人展迁居日本。最初想组建动画歌曲翻唱乐队。网名寿司侍，经常和PA小姐担任中之人的音戲有翔一起打游戏。
岩下志麻（聲：河濑茉希、演：未結奈）
担任鼓手。老家是寺庙。乐队里唯一的正常人，还负责管理乐队的财务。经常因为广井菊理和清水伊莱莎惹出麻烦而散发杀意，但同时又不得不帮她们擦屁股。

### 后藤家
後藤直樹（聲：間島淳司、演：澤田美紀→野田裕貴）
一里的爸爸，本作少有的男性角色，臉部長相被刻意模糊化。年輕也懷抱過音樂夢但最終放棄，手上的吉他最後也到了女兒一里手中。
後藤美智代（聲：末柄里惠、演：齊藤瑞季）
一里的媽媽，個性溫柔，很包容一里的沟通障碍，對於一里加入團結Band同時又交到朋友表示欣慰。
後藤二里（聲：和多田美咲、演：岡菜菜美、津久井有咲（雙演員））
一里的妹妹，5歲，社交能力强，會以天真無邪的口吻說出傷人的話，但实际很爱一里。
吉米亨（聲：小岩井小鳥）
後藤家養的柴犬，名字取自美国吉他手（ジミ・ヘンドリックス）。

### 其他人物
吉田银次郎（聲：三浦胜之、演：野田裕貴（梅棒））
新宿的Live House“FOLT”的店长，37岁。外表让人恐惧，但实际有少女心。喜欢朋克摇滚。
纽带乐队粉丝1号、2号（聲：市之瀨加那（1号）、島袋美由利（2号）、演：→山崎里彩（1號）、園田光（2號））
一里在金泽八景与广井即兴演出时买了一里的Live演出门票的两个少女，成为了一里乃至纽带乐队的忠实粉丝，之后台风天的Live演出、一里学校文化祭的演出都有去观看。艺术大学电影系的学生。之后拍摄乐队MV时，受虹夏拜托进行拍摄。本名不明，平时称呼其中長髮的为1号、短髮的为2号。

## 出版書籍

### 單行本
| 冊數 | 芳文社         | 芳文社                 | 東立出版社                              | 東立出版社                                                  | 磨铁图书      | 磨铁图书               |
| 冊數 | 發售日期       | ISBN                   | 發售日期                                | ISBN                                                        | 發售日期      | ISBN                   |
| ---- | -------------- | ---------------------- | --------------------------------------- | ----------------------------------------------------------- | ------------- | ---------------------- |
| 1    | 2019年2月27日  | ISBN 978-4-8322-7072-5 | 2022年12月30日                          | ISBN 978-626-347-892-3（首刷限定版）                        | 2025年4月11日 | ISBN 978-7-5125-1637-3 |
| 2    | 2020年2月27日  | ISBN 978-4-8322-7170-8 | 2023年1月18日                           | ISBN 978-626-360-034-8（首刷限定版）                        | 2025年4月11日 | ISBN 978-7-5125-1637-3 |
| 3    | 2021年2月25日  | ISBN 978-4-8322-7252-1 | 2023年3月9日                            | ISBN 978-626-360-371-4（首刷限定版）                        | 2025年4月11日 | ISBN 978-7-5125-1637-3 |
| 4    | 2022年8月26日  | ISBN 978-4-8322-7388-7 | 2023年4月28日（回收重製） 2023年5月29日 | ISBN 978-626-360-372-1（首刷限定版）                        | 2025年4月11日 | ISBN 978-7-5125-1637-3 |
| 5    | 2022年11月26日 | ISBN 978-4-8322-7419-8 | 2023年7月28日                           | ISBN 978-626-360-373-8（首刷限定版）                        | 2025年4月11日 | ISBN 978-7-5125-1637-3 |
| 6    | 2023年8月25日  | ISBN 978-4-8322-7477-8 | 2023年10月2日                           | ISBN 978-626-372-923-0（首刷限定版）                        | 2025年7月9日  | ISBN 978-7-5125-2017-2 |
| 7    | 2024年10月25日 | ISBN 978-4-8322-9581-0 | 2025年1月20日                           | ISBN 978-626-02-3456-0（首刷限定版） ISBN 978-626-02-3455-3 | 2025年7月9日  | ISBN 978-7-5125-2017-2 |

在2023年7月30日臺北漫畫博覽會舉辦的濱路晶簽名會上，初次公開單行本第6卷的封面。

### 外傳
《孤獨搖滾！外傳 廣井菊理的狂飲日記》原案：濱路晶，漫畫：Kumicho
| 冊數 | 芳文社         | 芳文社                 | 東立出版社                 | 東立出版社                                                  |
| 冊數 | 發售日期       | ISBN                   | 發售日期                   | ISBN                                                        |
| ---- | -------------- | ---------------------- | -------------------------- | ----------------------------------------------------------- |
| 1    | 2024年2月1日   | ISBN 978-4-8322-0365-5 | 2025年2月6日               | ISBN 978-626-02-3182-8（首刷限定版） ISBN 978-626-02-3116-3 |
| 2    | 2024年4月1日   | ISBN 978-4-8322-0387-7 | 2025年7月31日 2025年8月7日 | ISBN 978-626-02-4822-2（首刷限定版） ISBN 978-626-02-4820-8 |
| 3    | 2024年10月25日 | ISBN 978-4-8322-0449-2 |                            |                                                             |
| 4    | 2025年2月27日  | ISBN 978-4-8322-0481-2 |                            |                                                             |
| 5    | 2025年6月2日   | ISBN 978-4-8322-0511-6 |                            |                                                             |

### 相關書籍
孤獨搖滾！同人合集
| 冊數 | 芳文社         | 芳文社                 | 東立出版社    | 東立出版社             |
| 冊數 | 發售日期       | ISBN                   | 發售日期      | ISBN                   |
| ---- | -------------- | ---------------------- | ------------- | ---------------------- |
| 1    | 2022年10月27日 | ISBN 978-4-8322-7414-3 | 2025年3月24日 | ISBN 978-626-02-3230-6 |
| 2    | 2023年8月25日  | ISBN 978-4-8322-7480-8 |               |                        |
| 3    | 2024年5月27日  | ISBN 978-4-8322-9550-6 |               |                        |
| 4    | 2024年10月25日 | ISBN 978-4-8322-9583-4 |               |                        |
| 5    | 2025年2月27日  | ISBN 978-4-8322-9614-5 |               |                        |

- 孤獨搖滾！資料專集：附吉他造型收納包，2023年5月30日[39]，ISBN 978-4-299-04149-4
- 《孤独摇滚！》电视动画官方指南书 －COMPLEX－，2023年7月2日[40]，ISBN 978-4-8322-7461-7

## 舞台劇
2023年6月19日發布的新聞，以此作品的動畫版本參考改編的舞台劇，在8月11日至8月20日於THEATER MILANO-Za演出。演出形式混合舞台劇、現場唱歌及現場演奏。大部分歌曲取自動畫。部分場次提供線上直播。

## 外部連結
- 漫畫出版網站（芳文社）（日語）
- Niconico靜畫連載網站（日語）
- 舞台劇官方網站（日語）
  - 舞台劇的X（前Twitter）（日語）